# Maladera makiharai
Maladera makiharai är en skalbaggsart som beskrevs av Shuhei Nomura 1974. Maladera makiharai ingår i släktet Maladera och familjen Melolonthidae. Inga underarter finns listade i Catalogue of Life.